# Garry Marshall

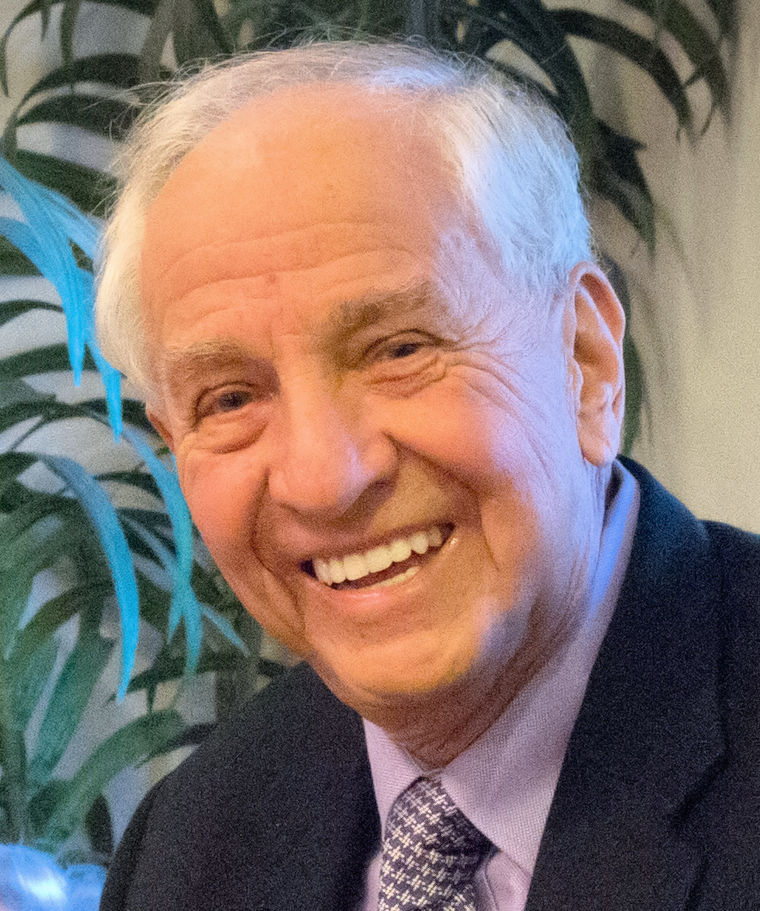
Garry Marshall (2013)

Garry Kent Marshall (* 13. November 1934 in New York City; † 19. Juli 2016 in Burbank, Kalifornien) war ein US-amerikanischer Filmregisseur, Filmproduzent, Drehbuchautor und Schauspieler. Er galt durch Filme wie Pretty Woman als „Hollywoods Spezialist für romantische Komödien“.

## Leben und Karriere
Marshalls Vater war italienischer Abstammung und hieß eigentlich Anthony Wallace Masciarelli, änderte aber seinen Namen schon vor der Geburt seines Sohnes in Marshall.
Garry Marshall absolvierte im Jahr 1952 die DeWitt Clinton High School in New York City. Er studierte an der Northwestern University in Evanston, wo er für eine Studentenzeitung tätig war. Er arbeitete zunächst als Autor für Komiker wie Joey Bishop und Phil Foster, später für die Tonight Show. Zusätzlich betätigte er sich auch als Schauspieler; so trat er bereits in den 1950er-Jahren in der Fernsehshow von George Burns und Gracie Allen auf. In vielen der späteren Fernsehserien oder Spielfilme, die Marshall drehte oder produzierte, übernahm er zusätzlich kleine Nebenrollen.
1961 zog Marshall nach Hollywood, wo er zuerst für das Fernsehen tätig war. Er zeigte sich für die erfolgreichen Fernseh-Sitcoms Männerwirtschaft (1970–1975), Happy Days (1974–1984) und Mork vom Ork (1978–1982) verantwortlich. Ab den 1980er-Jahren arbeitete er vor allem als Filmregisseur, wobei er sich hauptsächlich für romantische Komödien verantwortlich zeigte. Zu seinen größten Erfolgen zählten die Liebeskomödien Pretty Woman und Die Braut, die sich nicht traut; in beiden spielten Julia Roberts und Richard Gere die Hauptrollen. Als Regisseur des Films Frankie & Johnny arbeitete er mit Michelle Pfeiffer und Al Pacino zusammen, beim Film Nothing in Common – Sie haben nichts gemeinsam aus dem Jahr 1986 mit Tom Hanks. Im Film Ungeküsst aus dem Jahr 1999 spielte er den Chef der Zeitung, für die die von Drew Barrymore gespielte Reporterin arbeitete. Im selben Jahr drehte er Ganz normal verliebt mit Juliette Lewis und Diane Keaton. Im neuen Jahrtausend drehte er weitere Filme wie Plötzlich Prinzessin (2001), Liebe auf Umwegen (2004) und Valentinstag (2010).
Ein guter Freund von ihm war der Schauspieler Hector Elizondo, der in jedem der 17 Kinofilme von Marshall mitspielte. Garry Marshall war seit dem Jahr 1963 mit der Schauspielerin Barbara Marshall verheiratet, die in einigen seiner Filme auftrat. Er hatte drei Kinder, darunter den Regisseur Scott Marshall (* 1969). Seine Schwester war die Regisseurin Penny Marshall.

## Filmografie (Auswahl)
Als Regisseur
- 1982: Küss mich, Doc (Young Doctors in Love)
- 1984: Flamingo Kid (The Flamingo Kid)
- 1986: Nothing in Common – Sie haben nichts gemeinsam (Nothing in Common)
- 1987: Overboard – Ein Goldfisch fällt ins Wasser (Overboard)
- 1988: Freundinnen (Beaches)
- 1990: Pretty Woman
- 1991: Frankie & Johnny (Frankie and Johnny)
- 1994: Undercover Cops (Exit to Eden)
- 1999: Die Braut, die sich nicht traut (Runaway Bride)
- 1999: Ganz normal verliebt (The Other Sister)
- 2001: Plötzlich Prinzessin (The Princess Diaries)
- 2004: Liebe auf Umwegen (Raising Helen)
- 2004: Plötzlich Prinzessin 2 (The Princess Diaries 2: Royal Engagement)
- 2007: Georgias Gesetz (Georgia Rule)
- 2010: Valentinstag (Valentine’s Day)
- 2011: Happy New Year (New Year’s Eve)
- 2016: Mother’s Day – Liebe ist kein Kinderspiel (Mother’s Day)

Als Produzent
- 1966–1967: Hey, Landlord (Fernsehserie)
- 1968: Der türkisfarbene Bikini (How Sweet It Is!)

Als Executive Producer
- 1970–1975: Männerwirtschaft (The Odd Couple, Fernsehserie)
- 1974–1984: Happy Days
- 1978–1982: Mork vom Ork (Mork & Mindy, Fernsehserie)

Als Schauspieler
- 1977: Highway 101 – Vollgas bis die Fetzen fliegen (Grand Theft Auto)
- 1985: Kopfüber in Amerika (Lost in America)
- 1988: Freundinnen (Beaches)
- 1991: Lieblingsfeinde – Eine Seifenoper (Soapdish)
- 1992: Eine Klasse für sich (A League of Their Own)
- 1993: Hocus Pocus
- 1999: Ungeküsst (Never Been Kissed)
- 2000: Und das soll der Himmel sein? (Can’t Be Heaven)
- 2002: Monk (Fernsehserie, Episode 1x13)
- 2004: Plötzlich Prinzessin 2 (The Princess Diaries 2: Royal Engagement)
- 2005: Himmel und Huhn (Chicken Little, Stimme)
- 2008: Die Jagd zum magischen Berg (Race to Witch Mountain)
- 2014: Two and a Half Men (Fernsehserie, Episode 11x13)
- 2015: Brooklyn Nine-Nine (Fernsehserie, Episode 2x16)
- 2016: Odd Couple (Fernsehserie, Episode 2x04)